# 明日の神話
『明日の神話』（あすのしんわ、英: Myth of Tomorrow）は、岡本太郎による巨大壁画。第五福竜丸の被爆に着想を得て制作され、原爆の炸裂という悲惨な体験を乗り越え、再生する人々のたくましさを描いたとされる。太郎の養女で秘書を務めた岡本敏子によれば「彼の最大にして最高傑作」とされる。
大阪万博のシンボルタワー『太陽の塔』と対をなす岡本太郎の代表作で、1968年（昭和43年）から翌年にかけて同時制作され、太郎のパブリックアートの代表ともなった。メキシコで製作された本作は長年行方不明となっていたが、2003年（平成15年）に発見され修復を経て、2008年（平成20年）10月から東京都渋谷区の渋谷マークシティ内の京王井の頭線渋谷駅とJR渋谷駅を結ぶ連絡通路に恒久設置された。壁画の重さは14トン。アスベスト製の板に一部コンクリートを盛り付けてアクリル系塗料で描かれている。

## 原水爆とアヴァンギャルド
岡本太郎による核兵器（原爆・水爆）をテーマとした作品には、『燃える人』『瞬間』『死の灰』、そして『明日の神話』がある。
1954年（昭和29年）に日本の漁船「第五福竜丸」がアメリカ合衆国の水爆実験で被爆した事件は、広島・長崎の原爆の恐怖を人々に蘇らせ原水爆禁止世界大会につながった。原爆をモチーフとした構図の口火を切ったのは、太郎の第二次世界大戦後の代表作のひとつである1955年（昭和30年）の『燃える人』であり、原爆が炸裂する瞬間を描いた激しい構図を持つ。第5回原水爆禁止世界大会記念美術展「日本人の記録」は広島市の広島朝日会館で開催され、太郎の『燃える人』など日本の代表的な芸術家の作品が展示された。続いて同年の『瞬間』も原爆炸裂の瞬間を描いた。太郎は『瞬間』を通して「原爆という事実は日本人全てが引き継がなければならない問題だ」と考えた。他に1956年（昭和31年）の『死の灰』がある。こうした作品を通して、太郎の水爆への思いは醸成されてきた。
また、パリで民族学を学んだ太郎にとって、沖縄と東北の民族伝統や弥生時代以前の縄文時代の土器など、無視されてきた日本の美学の歴史は目を向けられるべきものであった。メキシコで見られる骸骨のモチーフは有史以前の文化の存在の証拠であり『明日の神話』の中央に描かれることとなった。太郎は1947年（昭和22年）8月25日付『読売新聞』紙上に「新しい芸術宣言―絵画の価値転換」を掲載し、美術界に生々しい原色の存在をぶつけ、1950年（昭和25年）の「芸術感―アヴァンギャルド宣言」を通して「芸術は大衆のものであり、万人によって作られるものだ」としており、1950年代から1960年代を通して公共空間に作品を制作してきた。太郎によるパブリックアートとしての頂点が本作『明日の神話』と大阪万博会場に制作された『太陽の塔』であり、これは「社会と芸術との従来の閉鎖的な関係を刷新する最高の表現手段」としてのものであった。
本作『明日の神話』は核兵器に焼かれる人間を描いている。岡本敏子によれば「焼かれる骸骨は口を大きく開けて笑っており、人間の誇りとしての怒りを爆発させている姿である」という。右に第五福竜丸、左に平安な世界で憩い合う人々が描かれており、パブロ・ピカソの反戦壁画『ゲルニカ』を彷彿とさせるものである。

## メキシコでの制作

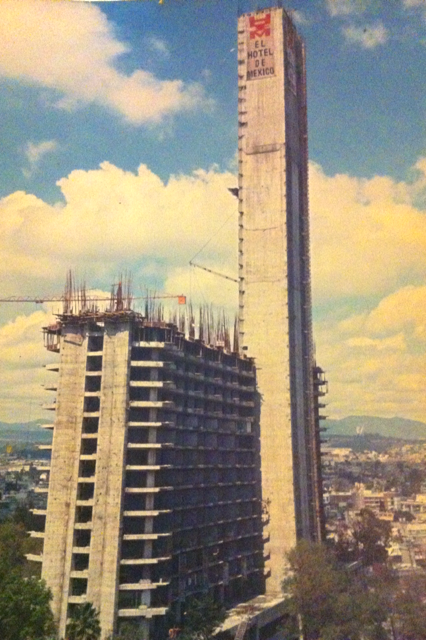
壁画が当初設置される予定であった建設中のメキシコのホテル Hotel de México。

本作『明日の神話』は、1968年（昭和43年）のメキシコオリンピックのためにメキシコシティ中心部に建築中だった、当時ラテンアメリカ一の規模の44階建てホテルのために製作されたものである。ルフィーノ・タマヨとの競作でも話題になっていた。ホテルのオーナーで芸術家のパトロンとして知られるマヌエル・スアレスの依頼によって、建設中のホテル「オテル・デ・メヒコ（Hotel de México）」のロビーに置かれることになったものである。スアレスは、メキシコ在住の作庭師小栗順三の紹介で太郎の作品を知り、制作依頼を決めた。
太郎は作品の意図について、『中国新聞』1968年（昭和43年）1月27日付朝刊のインタビューで「原爆が爆発し世界は混乱するが、人間はその災いと運命を乗り越え、未来を切り開いて行く―といった気持ちを表現した」と答えている。この思想的背景となったものとして、1950年代ごろから太郎が愛読し彼の蔵書にも確認された世界的宗教学者であるミルチャ・エリアーデの著書『永遠回帰の神話』(1949年)において展開されている思想と通底することが指摘されている。
1967年（昭和42年）7月、大阪万博でのテーマ展示のプロデューサーとなった太郎は、同年にカナダで開催されたモントリオール万博を視察し、テレビ映画『岡本太郎の探る中南米大陸』の収録のためメキシコを訪れた。ホテルの建設現場を訪れて壁画制作の依頼を承諾した。ホテルに隣接してメキシコ壁画の巨匠シケイロスの展示会場を建設中でもあり、太郎の美術館も構想されていたという。また、太郎とシケイロスが親交を持つことにもつながった。
同1967年（昭和42年）9月、太郎は制作の下絵に着手し、東京・青山のアトリエにてキャンバスに油絵で最初に下絵を描いた。9月に新たなキャンバスに大きく描き、10月にはもう少し大きく描き、最後に翌年3月、大きすぎてアトリエでは描けなかったため、東京丸の内の国際ビルにて描き上げた。のちに見つかったデッサンから図柄の大枠はほぼ変わっておらず、だんだんと大きく描いた下絵によって巨大な壁画へと至った。部分的には微妙に異なる図柄がある。
- 1967年9月 - 48×195センチ（1号原画）、岡本太郎記念館[注釈 1]所蔵を経て[10]、広島市現代美術館所蔵[13]
- 1967年9月 - 132×537センチ、富山県美術館所蔵[10]
- 1967年10月 - 132.5×728センチ、名古屋市美術館所蔵[10]
- 1968年3月 - 177×1085センチ、川崎市岡本太郎美術館所蔵[10]

さらに2006年（平成18年）秋には、白く塗りつぶされた油絵の下絵0号（29×185センチ）が発見され、翌2007年（平成19年）には30×182センチの木炭で描かれたデッサンが発見されている。0号原画は富山県美術館にて収蔵・展示されている。
1967年（昭和42年）10月の下絵は、メキシコにも持ち出されて使用されており、1999年（平成11年）にメキシコの小栗順三の自宅に保管されていたことが判明し、名古屋市美術館に寄贈された。『太陽の塔』と同時制作で、太郎は何度もメキシコに赴き制作した。約30回現地を訪れたとされる。完成当時の副題は「広島と長崎」とされた。1969年（昭和44年）9月に『明日の神話』壁画が完成し、サインを入れて依頼主に正式に引き渡すのだけの状態であったが、ホテルが完成せず連絡が途絶え、そのうち壁画は行方不明となっていた。1970年（昭和45年）前後にホテルの運営会社が倒産したのである。
同時にホテルの大食堂のための壁画も依頼されており、姉妹作品『豊饒の神話』とされていたが、その制作は中断された。『豊饒の神話』の下絵3点のうち1点は、2011年（平成23年）に渋谷パルコでの「岡本太郎生誕100年企画展」において初公開されたことがある。また、ホテルのエントランスの車寄せに展示するための『五大陸』という作品が1967年（昭和42年）に制作されていた。

## 発見と修復
岡本敏子は、長らく壁画『明日の神話』の行方を探索し続けていた。『太陽の塔』と対をなす作品であり、敏子いわく「この壁画は太郎の最大にして最高傑作であり、1人でも多く世界中の人々に見てほしいもの」であった。メキシコのホテルのための建築物は、1994年（平成6年）に世界貿易センターとして開業したが、1989年（昭和64/平成元年）または1990年（平成2年）までは建物の中に『明日の神話』壁画があったという。
壁画はその後、屋根のある資材置き場を転々としたとされたが、2003年（平成15年）9月にメキシコの資材置き場で発見され、敏子が壁画に再会したときには絵の具もほぼそのまま残っていた。『明日の神話』発見から半年後に敏子が再びメキシコを訪れると、壁画は屋根のない場所に保管され、ひびが入り欠損があり劣化も進んでいた。敏子は『明日の神話』の再生を「最後の仕事」として奮い立った。
岡本太郎の作品を含む勅使河原蒼風（てしがわらそうふう）のコレクションを修復していた吉村絵美留の作業を敏子が見る機会があり、それをきっかけに太郎の作品の修復がたびたび吉村に依頼されることとなったが、『明日の神話』の修復も彼に依頼された。他の作品を修復する際にも、吉村が敏子に尋ねることで太郎の意向だけでなく絵の具、材料、道具まで修復することができた。
2004年（平成16年）10月、岡本太郎記念現代芸術振興財団などが再生プロジェクトを立ち上げた。翌2005年（平成17年）にメキシコ国内にて壁画を解体し日本への移送のため梱包、その直後に敏子が急逝する。修復作業のため、100個以上に分かれた壁画の断片を日本に船で移送、2005年7月から愛媛県東温市にあるサカワの第2工場で吉村絵美留らが作業を行い、2006年（平成18年）6月に修復作業が完了。同年7月7日に汐留の日テレプラザで報道陣に公開、翌7月8日から8月末まで日本テレビで一般公開され、2007年（平成19年）4月27日から2008年（平成20年）6月29日まで東京都現代美術館にて特別公開された。

## 渋谷駅への展示
岡本敏子の没後、壁画を所有する岡本太郎記念現代芸術振興財団は永久保存を望んでおり、壁画の展示場所として、『太陽の塔』がある吹田市、原爆被爆地である広島市および長崎市の各市民団体、渋谷区がそれぞれ誘致運動を行った。
渋谷区では、NPO法人渋谷・青山景観整備機構（SALF）内に「『明日の神話』招致プロジェクト実行委員会」が設置された。壁画は渋谷マークシティ連絡通路に設置し、設置などにかかる諸費用は株式会社渋谷マークシティが負担、設置後の管理を渋谷マークシティが行うことにした。
これを受け、2008年（平成20年）に岡本太郎記念館館長の平野暁臣は渋谷マークシティを視察し、パブリックアートとして鑑賞目的以外の人がたまたま作品に出会うのに適した場所であるという感想を持った。同年3月18日に財団は渋谷マークシティ連絡通路への恒久設置を決め、同年10月17日には壁画設置作業が完了。同年11月17日に除幕式が開催され一般公開されている。
渋谷マークシティ連絡通路にいざ設置してみると、本作の設置が予定されていたかのように、見た目では分からないほどほんのわずか斜めにしただけでぴたりとおさまった。
岡本太郎は「誰でも無償で芸術に触れることができるように」という考えのもと、全国に70以上のパブリックアートを設置している。本作は太郎によるパブリックアートの頂点であり、本作の保全を行う「明日の神話保全継承機構」も、壁画『明日の神話』を公共の場に展示公開することで、本作が訴える思想を伝えることを主な目的の一部としている。太郎のメッセージを放つ作品が、人々の前から姿を消すのではなく、むしろ広く一般にそこを行き交う多様な人々へと発されるのである。

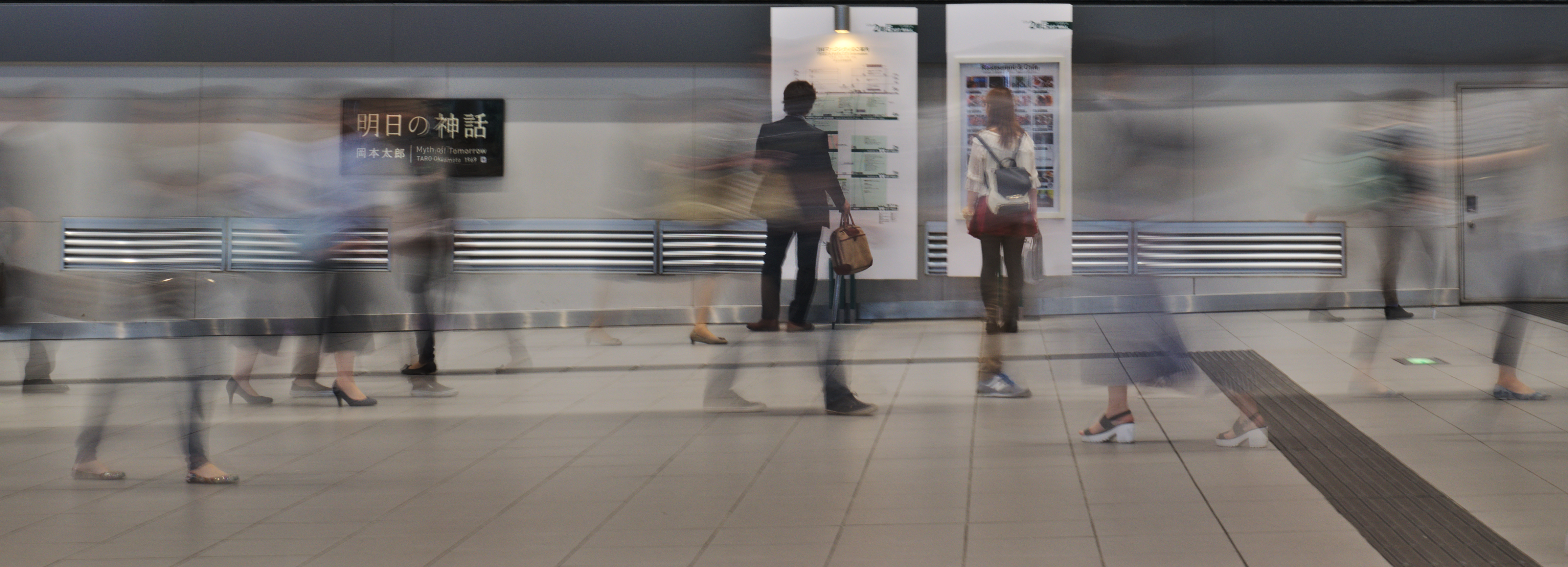
渋谷駅で『明日の神話』の下を通る人々

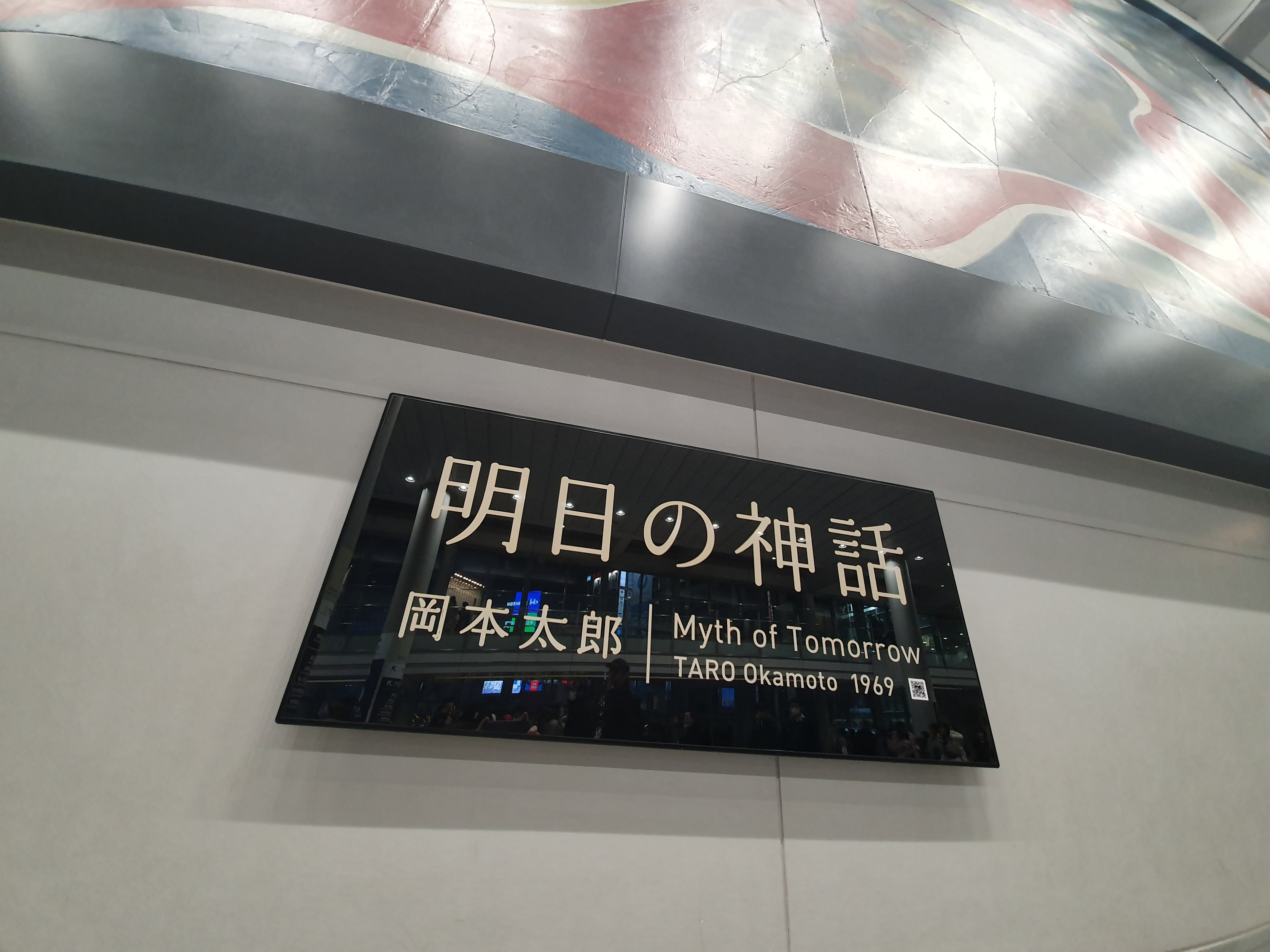
渋谷駅にある『明日の神話』説明板の近影

## Chim↑Pom事件
2011年（平成23年）5月1日、東日本大震災による福島第一原子力発電所事故を思わせる絵が描かれたベニヤ板が『明日の神話』壁画の一角に貼りつけられているのが見つかった。ベニヤ板は同日中に警察により撤去されたが、壁画本体に損傷はなかった。通報は一般人によってなされ、岡本太郎記念館としては何も行動を起こしてはいなかった。
同年5月18日、若手美術家グループのChim↑Pom（チム↑ポム）がベニヤ板を貼りつけたことを表明した。このベニヤ板は「LEVEL7 feat.『明日の神話』」という作品であるとされる。グループによれば、壁画左右の下部の空白は「21世紀の予言のための空白」であった。メンバーのエリイは、太郎を「超リスペクト（尊敬）」しているとし「時代が更新したことを付け加えた」と語った。この事件に対し、京都市立芸術大学学長の建畠晢は「ユーモラスな挑発行為だ」と意見し、明治学院大学教授の山下裕二も「太郎が生きていたら面白がるだろう」との感想を述べた。
同年7月13日、軽犯罪法違反（はり札）容疑でメンバーのうち3人が書類送検され、捜査のため「LEVEL7 feat.『明日の神話』」は渋谷警察署に押収されたが、「表現の自由をサポートする」と標榜する弁護士が代理人に付いたことで不起訴に持ち込まれている。
その後、Chim↑Pomからの申し出により岡本太郎記念館館長の平野暁臣は同グループと交流を持ち、平野がコラボレーションを持ちかけるかたちで2013年（平成25年）3月30日から同館で「Chim↑Pom展」を開催。この展覧会ではChim↑Pomの提案で、岡本敏子が巾着袋に隠し持っていた太郎の遺骨を、大阪万博で展示された月の石に見立てて展示したことでも物議を醸した。展覧会終了後に「LEVEL7 feat.『明日の神話』」は同館へ寄贈された。同館が岡本太郎以外の作品寄贈を受けたのは初となる。
Chim↑Pomの代表である卯城竜太は「通行人が空白となった部分に福島を思い浮かべることが続くだろうから、自分たちの作品はそこ（『明日の神話』の場所）にずっとあるものだと思っている」と述べた。Alexander Brownは「その空白は人が創造力を発揮することができる空白である」と述べている。

## 大規模改修

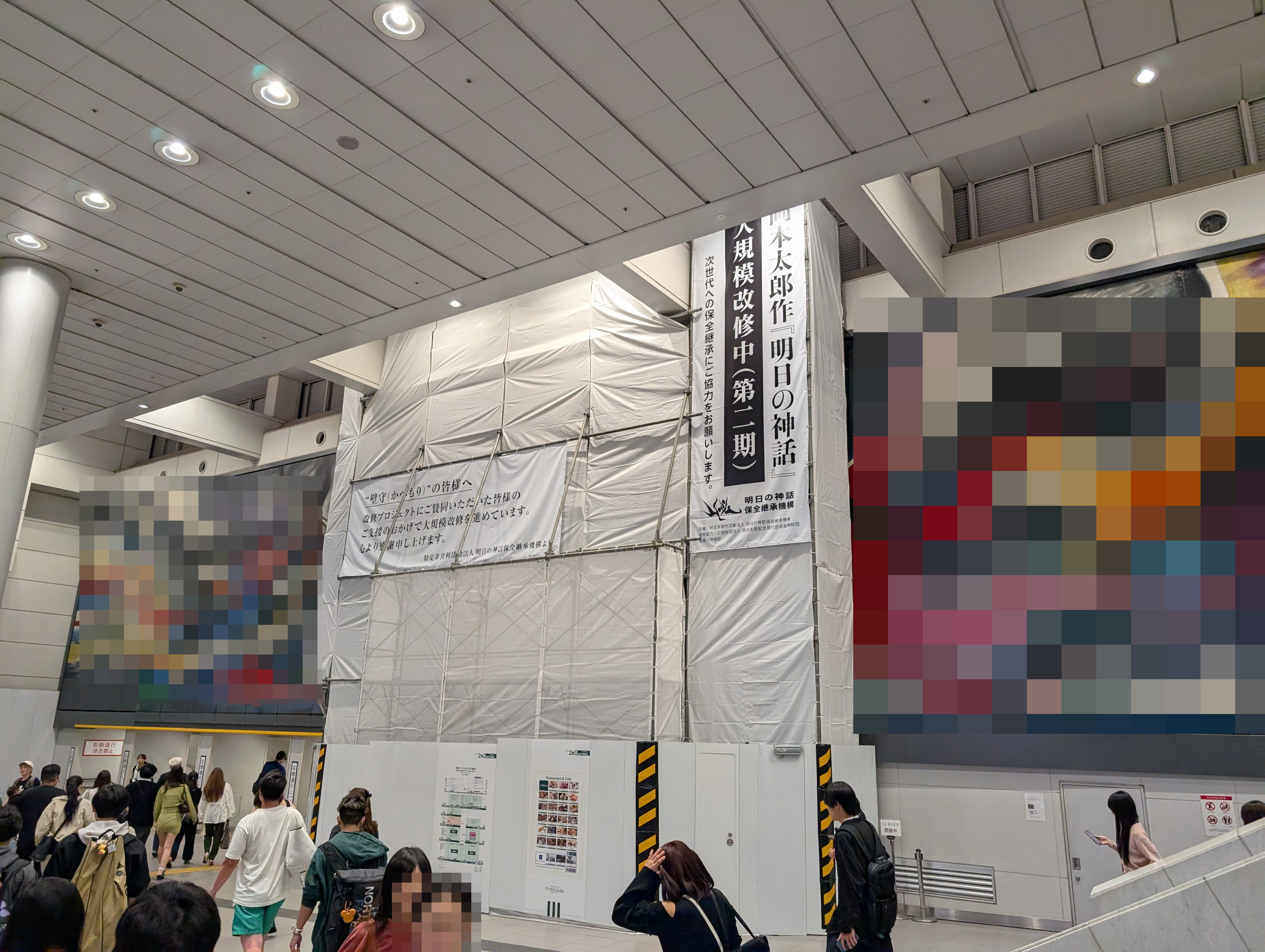
改修中の「明日の神話」（2024）

2023年（令和5年）9月21日、同年10月10日から明日の神話の大規模改修が開始されることが発表され、予定通り同年10月10日より開始された。渋谷駅に作品が設置されてから約15年が経過し、傷みが進行しているため、汚れと付着物の除去、亀裂・剥落等の補修、保護剤の塗布などの改修を行うもので、実施期間は複数年の予定。また、1800万円を目標にクラウドファンディングを実施し、修復費用に充てる。